# 鈴木武助
鈴木 武助（すずき ぶすけ）は、下野黒羽藩の家老・農政家。諱は正長（まさなが）。

## 生涯
父は黒羽藩で250石を食んでいた鈴木武助重武。祖父の正武は荻生徂徠や林大学頭に儒学や漢詩文を学び、徂徠とは深い親交があった。徂徠が正武について詠んだ漢詩が3首伝わっている。
武助正長は延享元年（1744年）に家督を継いで大関増興の近侍として仕えた。
明和5年（1768年）に郷方吟味役となり領内を巡見した。そして積極的な藩政改革を行う。倹約と備蓄の奨励、産業の振興、凶作に備えて各村に郷蔵の設置などであり、特に郷蔵の設置は天明3年（1783年）からの天明の大飢饉で黒羽藩内で1人も餓死者を出すことなく済んだという成功を収めている。また当時、地方農村の悪習となっていた間引（産児制限）を禁止して風俗を改善し、労賃や米価・金利の統制などを行ない、藩政改革に成功した。寛政2年（1790年）には老中の松平定信に対して経世の建白書を提出して中央政権からも一目置かれる存在となった。
寛政8年（1796年）、痛風を患ったため隠退した。以後は学問に専念し、文化2年（1805年）に著書「農喩」や「農民懲戒編」などを完成させている。これらは天明の飢饉の際の黒羽藩の惨状と餓死者を出さなかった理由が備蓄にあるとしてその必要性を説いたものである。
文化3年（1806年）1月30日に死去。享年75。大正12年（1923年）に正五位を追贈された。
尊王家でもあり、蒲生君平や高山彦九郎らとも親交があったという。